# Quassia tulae
Quassia tulae là một loài thực vật có hoa trong họ Thanh thất. Loài này được (Urb.) Noot. miêu tả khoa học đầu tiên năm 1963.